# Chatuna Lorig
Chatuna Lorig, nata Chatuna Kvrivishvili (in georgiano ხათუნა ქვრივიშვილი?, Khatuna Kvrivishvili; Tbilisi, 1º gennaio 1974), è un'arciera georgiana naturalizzata statunitense.
Ha partecipato a cinque edizioni dei Giochi olimpici estivi: nel 1992, in rappresentanza della Squadra Unificata (Unione Sovietica) con il nome Khatuna Kvrivichvili, all'età di 18 anni, ha conquistato una medaglia di bronzo; nel 1996 e nel 2000 ha rappresentato la Georgia con il nome Khatuna Lorigi; mentre nel 2008 e nel 2012 ha rappresentato gli Stati Uniti come Khatuna Lorig. Non ha preso parte ai Giochi del 2004 per problemi burocratici relativi alla sua cittadinanza.

## Palmarès

### Olimpiadi
- 1 medaglia[1]:
  - 1 bronzo (Barcellona 1992 a squadre)

### Mondiali
- 1 medaglia[2]:
  - 1 argento (Belek 2013 a squadre miste)

### Coppa del Mondo
- 1 medaglia[2]:
  - 1 oro (Edimburgo 2010 a squadre miste)

### Giochi panamericani
- 3 medaglie[2]:
  - 1 oro (Toronto 2015 nell'individuale)
  - 1 argento (Guadalajara 2011 a squadre)
  - 1 bronzo (Toronto 2015 a squadre)